# Leo Blair
Leo Charles Lynton Blair, nato Charles Leonard Augustus Parsons (Filey, 4 agosto 1923 – Shrewsbury, 16 novembre 2012), è stato un avvocato e docente britannico di diritto presso l'Università di Durham. È stato l'autore del libro The Commonwealth Public Service. Era il padre di Tony Blair, l'ex Primo ministro del Regno Unito, e di Sir William Blair, un giudice dell'Alta corte.

## Biografia

### Primi anni di vita
Nato come Charles Leonard Augustus Parsons a Filey, nello Yorkshire, in Inghilterra, era il figlio illegittimo di due intrattenitori itineranti della classe media. Suo padre Charles Parsons (16 luglio 1887-19 gennaio 1970) aveva il nome d'arte Jimmy Lynton mentre sua madre Mary Augusta Ridgway Bridson (1886-1969) era conosciuta come Celia Ridgway ed era una figlia di Augustus William Bridson (1849-1933) e Maria Emily Montford (1864-1944). La coppia si è incontrata in tournée in Inghilterra. Il loro stile di vita frenetico li ha spinti a rinunciare al piccolo Leo, che è stato affidato (e successivamente adottato da) una coppia della classe operaia, un operaio di un cantiere navale di Glasgow di nome James Blair e sua moglie Mary, prendendo il loro cognome. Il 2 giugno 1927 i suoi genitori biologici si sposarono e cercarono di reclamarlo, ma Mary Blair si rifiutò di restituirlo e in seguito gli impedì di contattare i suoi genitori biologici. (Leo ha poi avuto una riunione con la sua sorellastra, Pauline Harding, nata Tordiffe.)
Blair è cresciuto in un caseggiato di Golspie Street, Govan, Glasgow, e ha frequentato la Govan High School. Quando lasciò la scuola lavorò come copy boy per il quotidiano del Partito Comunista The Daily Worker e fu segretario della Scottish Young Communist League dal 1938 al 1941. Studiò giurisprudenza all'Università di Edimburgo, diventando avvocato e successivamente, docente universitario di diritto.

### Matrimonio e figli
Blair ha sposato Hazel Elizabeth Rosaleen Corscadden proveniente da una famiglia protestante a Donegal, in Irlanda. Sono stati sposati dal futuro moderatore, Rev William Roy Sanderson, presso la Barony Church di Glasgow. Avevano due figli, entrambi frequentanti il Fettes College (una scuola indipendente a Edimburgo), e una figlia. Il loro primo figlio, Sir William Blair, specialista in diritto bancario e finanziario, è diventato giudice dell'Alta Corte. Il loro secondo figlio, Anthony Charles Lynton Blair (Tony Blair), è nato nel 1953 ed è diventato anche un avvocato prima di diventare un politico e (nel 1997) Primo ministro del Regno Unito. Alla fine del 1954 la famiglia si trasferì ad Adelaide, in Australia, per 3 anni e mezzo, dove Blair tenne lezioni di legge all'Università di Adelaide.
Blair e la sua famiglia tornarono in seguito in Inghilterra, vivendo a Durham, dove Blair tenne lezioni di legge alla Durham University Law School. Era un membro della St Cuthbert's Society, uno degli organi collegiali dell'università. Nonostante fosse stato un comunista nella sua giovinezza, Leo divenne attivo nel Partito Conservatore. Aveva l'ambizione di candidarsi al Parlamento a Durham, sperando di diventare un candidato alle elezioni generali del 1964, che furono sventate quando fu colpito da un ictus nel 1963 all'età di 40 anni. Dopo l'ictus, Blair dovette fare molto affidamento su sua moglie Hazel per prendersi cura di lui.

### Vita successiva
Blair si è unito al Partito Laburista quando suo figlio è diventato leader nel 1994, citando l'orgoglio per i risultati di suo figlio, la sua insoddisfazione per i conservatori sotto John Major e la sua obiezione alla privatizzazione delle ferrovie. In precedenza era stato "un grande sostenitore" del primo ministro Margaret Thatcher.
La prima moglie di Blair, Hazel (nata il 12 giugno 1923), morì il 28 giugno 1975 di cancro alla tiroide. Si risposò e visse a Shrewsbury, nello Shropshire, con la sua seconda moglie, Olwen, fino alla sua morte. Cherie e Tony Blair hanno chiamato il loro figlio più giovane Leo dopo la morte.
Blair era un "ateo militante" secondo suo figlio Tony.
Blair è morto all'età di 89 anni il 16 novembre 2012.

## Lavoro accademico
Il libro di Blair The Commonwealth Public Service (1958) è stato descritto dalla rivista Canadian Public Administration come "un eccellente manuale sul servizio pubblico federale australiano".